# Hagen (Bad Pyrmont)

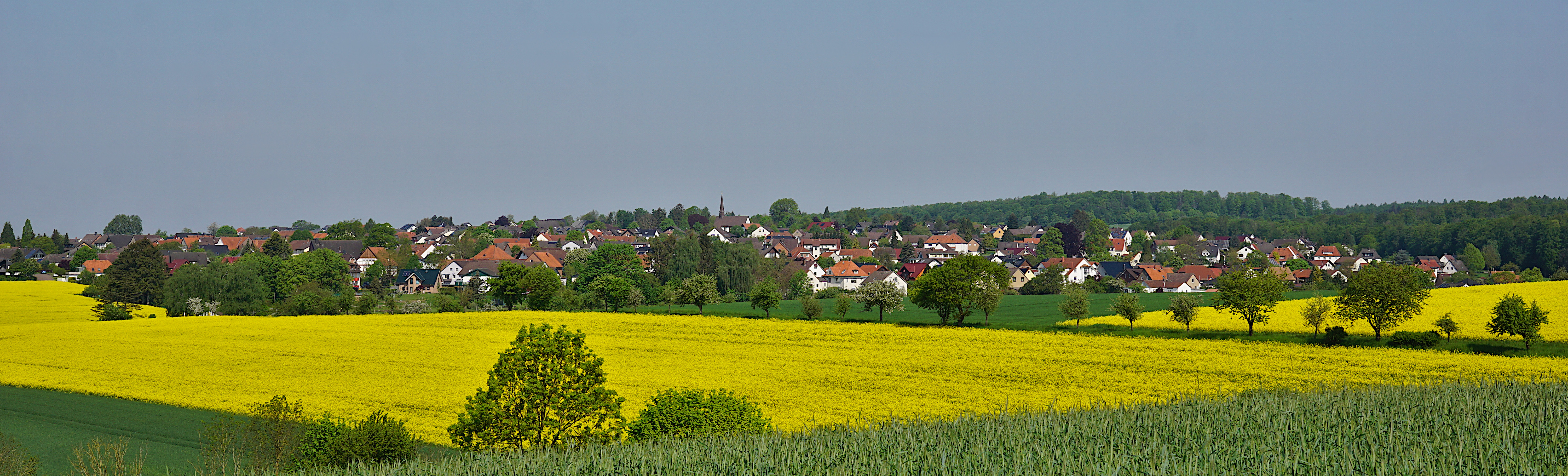
Hagen vom Hamberg aus gesehen

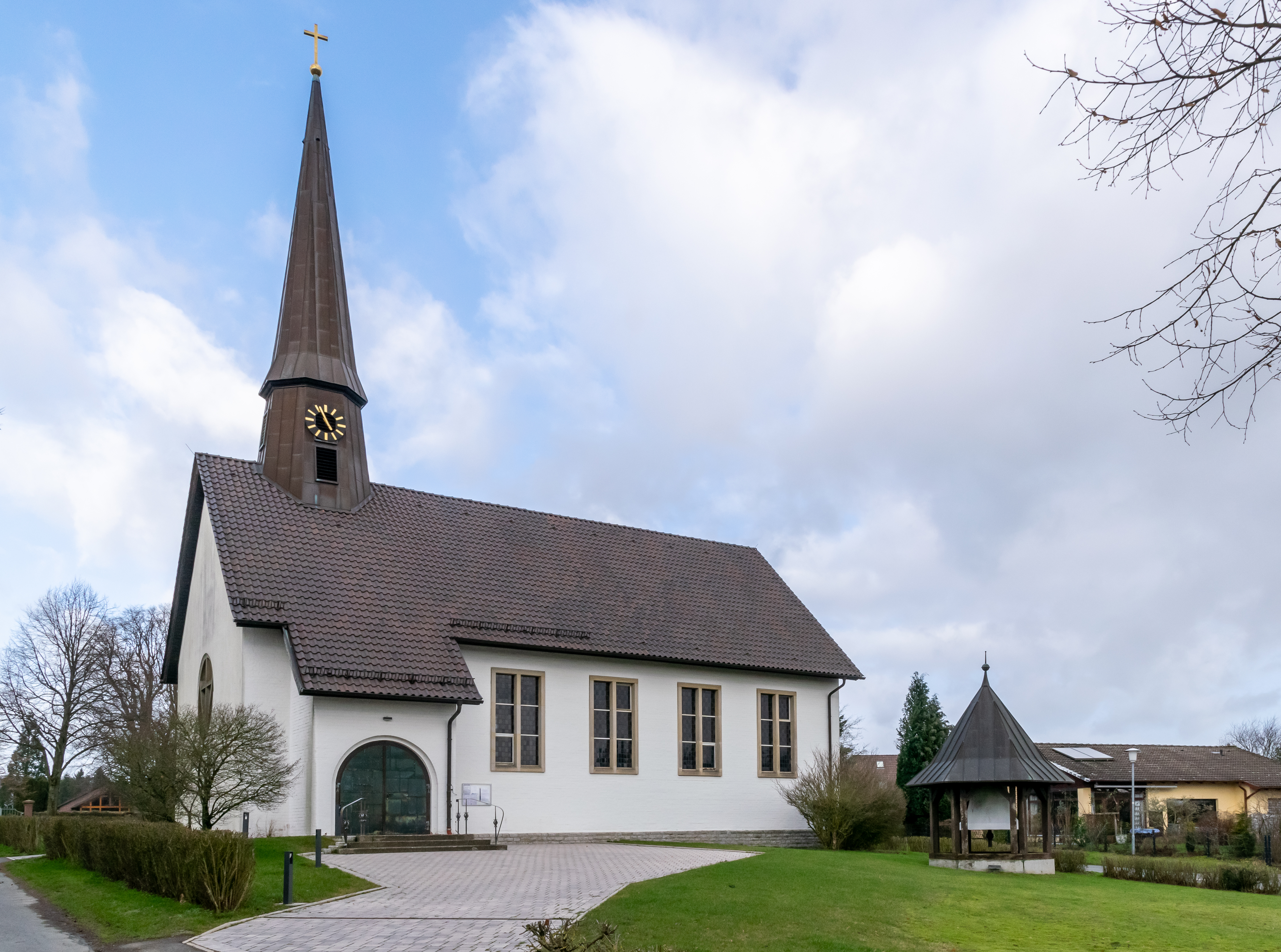
Kapelle „Zum guten Hirten“

Hagen ist ein Ortsteil der Kurstadt Bad Pyrmont im niedersächsischen Landkreis Hameln-Pyrmont. 

## Geografie und Verkehrsanbindung
Der Ort liegt im westlichen Teil des Stadtgebietes von Bad Pyrmont an der Landesstraße L 430 und direkt an der westlich verlaufenden Landesgrenze zu Nordrhein-Westfalen. Nordwestlich verläuft die B 1, südöstlich erstreckt sich das 19,4 ha große Naturschutzgebiet Winzenberg (auf dem Gebiet der Stadt Lügde in Nordrhein-Westfalen) und südlich fließt der Eschenbach, ein linker Zufluss der Emmer.

## Geschichte

### Eingemeindungen
Am 1. Januar 1973 wurde die bis dahin selbständige Gemeinde Hagen eingegliedert.